# Coupe continentale masculine de beach-volley 2010-2012
Navigation
Édition suivante
La Coupe continentale de beach volley masculin 2010-2012 est une compétition qualificative pour les jeux olympiques d'été de 2012. Il s'agit de la première édition de cette compétition.

## Compétitions continentales

### Format général
Dans chacune des cinq fédérations continentales de la FIVB s'organise une partie de la coupe continentale. La compétition a la forme de 3 phases : les phases de sous-zone et zone et la finale continentale. Au terme de la finale continentale, l'équipe championne de chaque continent se qualifie pour la finale de la coupe continentale. Parmi les pays qui n'auront pas encore obtenu deux places pour les JO via le classement mondial de qualification olympique, le meilleur de chaque continent obtiendra une place pour les JO, alors que les deuxième et troisième pays se qualifieront pour le tournoi final de qualification olympique.

### Mode de jeu
Chaque rencontre se compose de quatre matches entre deux équipes de chacun des deux pays représentés. La première équipe de chaque pays joue tout d’abord contre la seconde de l’autre pays, puis les deux secondes équipes ainsi que les deux premières équipes se rencontrent. Le résultat final de la rencontre est déterminé par le nombre de matches gagnés durant la rencontre. En cas d’égalité 2-2, un Golden Set est joué entre n’importe quels joueurs de chaque équipe. Le vainqueur remporte le match. Il est possible d’omettre le dernier match si le score est déjà de 3-0 au terme des trois premiers.

### Afrique
34 pays participants
- Vainqueur (qualifié pour les JO) :   Afrique du Sud
- 2e et 3e (qualifiés pour le tournoi de qualification olympique) :   Angola et  Nigeria

### Amérique du Nord, Centrale et Caraïbes
29 pays participants
- Vainqueur (qualifié pour les JO) :   Canada
- 2e et 3e (qualifiés pour le tournoi de qualification olympique) :   Mexique et  Cuba

### Amérique du Sud
10 pays participants
- Vainqueur (qualifié pour les JO) :   Venezuela
- 2e et 3e (qualifiés pour le tournoi de qualification olympique) :   Chili et  Uruguay

### Asie/Océanie
38 pays participants
- Vainqueur (qualifié pour les JO) :   Japon
- 2e et 3e (qualifiés pour le tournoi de qualification olympique) :   Australie et  Chine

### Europe
31 pays participants
- Vainqueur (qualifié pour les JO) :   Norvège
- 2e, 3e et 4e (qualifiés pour le tournoi de qualification olympique) :   Pays-Bas,  Pologne et  Autriche

## Tournoi de qualification olympique
Ce tournoi regroupe les deux meilleures équipes de chaque continent non encore qualifiés pour les Jeux.

## Finale mondiale
Ce tournoi regroupe le pays vainqueur de chaque continent.